# Vilém Udatný
Vilém Udatný (* 9. října 1969 Písek) je český filmový a divadelní herec a dabér.

## Počátky
Narodil se v Písku a studoval na Pražské konzervatoři. Od roku 1990 do roku 1996 přišla první herecká angažmá v divadlech v Kladně a Mladé Boleslavi. Divadelní a dabingové herectví jsou pak stěžejními odvětvími jeho kariéry.

## Televizní a filmová kariéra
Poprvé se objevil před kamerou v roce 1986 v televizním filmu Případ Kolman. Poté dostával role především v televizních pohádkách pro děti, k těm nejznámějším patří trilogie Zkřížené meče, Zvonící meče a Zázračné meče. V poslední době jsme jej mohli vidět například ve filmu Ať žijí rytíři! či v seriálech jako Ulice nebo Ordinace v růžové zahradě.
Českým divákům je však více znám díky svému hlasu, neboť se věnuje dabingu.

## Divadelní kariéra
Z počátku své kariéry působil v menších divadlech v Kladně či Mladé Boleslavi. Od roku 1996 do roku 2004 byl členem činohry Národního divadla, kde dodnes hostuje. Dnes jej můžeme spatřit na prknech divadel Na Jezerce , Ungelt či Kolowrat
Zahrál si v takových hrách, jakými jsou Romeo a Julie, Obsluhoval jsem anglického krále nebo Sluha dvou pánů.Jeho nejnovější hrou je komedie Sexem ke štěstí

## Filmografie

### Filmy
- 1994 Dětské hry
- 2008 Každý druhý víkend
- 2009 Pomodlím Tě aneb V noci lilo, Ať žijí rytíři!
- 2010 Zatímco jsi psal

### Televizní filmy
- 1986 Případ Kolman
- 1988 Zlatá ulička
- 1990 O Janovi a jeho podivuhodném příteli
- 1997 O spanilé Jašince
- 1998 Zkřížené meče
- 2000 Zvonící meče
- 2001 Zázračné meče, The Executioner
- 2002 Nevěsta s velkýma nohama
- 2005 Vítězství
- 2006 Boží pole s.r.o., Zastřený hlas
- 2007 V hlavní roli
- 2008 10 způsobů lásky, Fišpánská jablíčka
- 2009 Post Bellum, Hospoda U Bílé kočky

### Seriály
- 1989 Dobrodružství kriminalistiky
- 1993 Arabela se vrací aneb Rumburak králem Říše pohádek
- 1999 Hotel Herbich
- 2005 3 plus 1 s Miroslavem Donutilem, Ordinace v růžové zahradě, Ulice
- 2008 Nemocnice na kraji města – nové osudy
- 2012 Život je ples
- 2013 České století
- 2017 Bohéma
- 2017 Kapitán Exner